# Przejście graniczne Pilszcz-Opava (kolejowe)
Przejście graniczne Pilszcz-Opava (kolejowe) – polsko-czechosłowackie kolejowe przejście graniczne położone w województwie opolskim, w powiecie głubczyckim, w gminie Kietrz, w miejscowości, Pilszcz na linii kolejowej łączącej Baborów (Bauerwitz), Pilszcz (Piltsch) z Opawą (Opava západ) , zlikwidowane w 1948.

## Opis
Kolejowe przejście graniczne Pilszcz-Opava istniało od 1909, kiedy otwarto linię kolejową jako przejście graniczne Cesarstwa Niemieckiego i Austro-Węgier, a po I wojnie światowej Niemiec i Czechosłowacji. Po zajęciu w listopadzie 1938 na mocy układu monachijskiego części Czechosłowacji przez III Rzeszę, przejście znalazło się na terytorium Niemiec i de facto przestało istnieć. Po II wojnie światowej znalazło się na granicy polsko-czechosłowackiej i w październiku 1945 w ramach tworzących się Wojsk Ochrony Pogranicza utworzono Przejściowy Punkt Kontrolny Pilszcz (PPK Pilszcz) – kolejowy III kategorii.
W 1948, PPK Pilszcz został przeniesiony do Owsiszcz i tym samym rozebrano odcinek linii kolejowej pomiędzy Pilszczem, a Opawą na którym się znajdowało.
Źródło:  

## Galeria

Przejście graniczne Pilszcz-Opava (kolejowe)
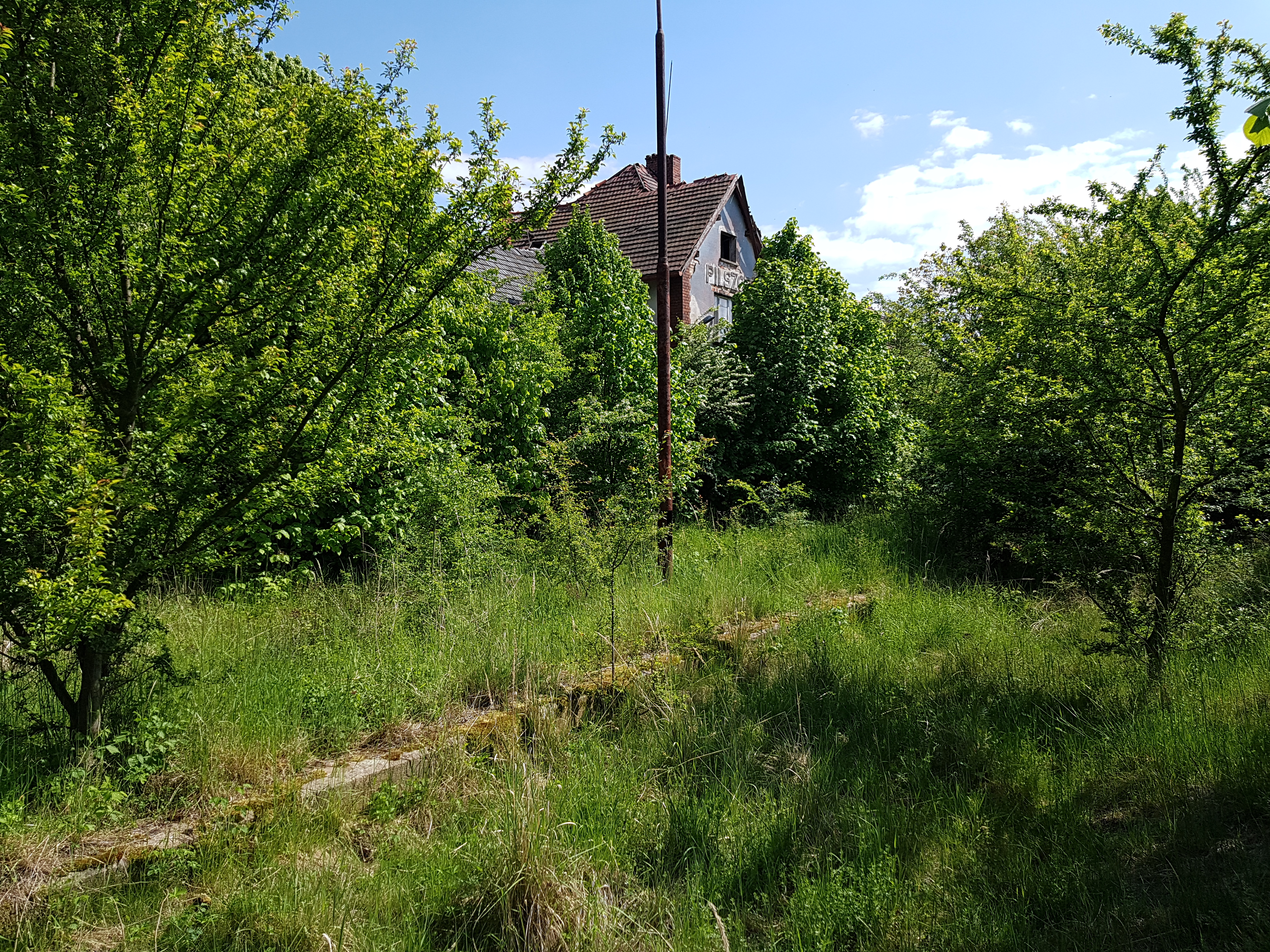
Stacja kolejowa w Pilszczu (maj 2020)
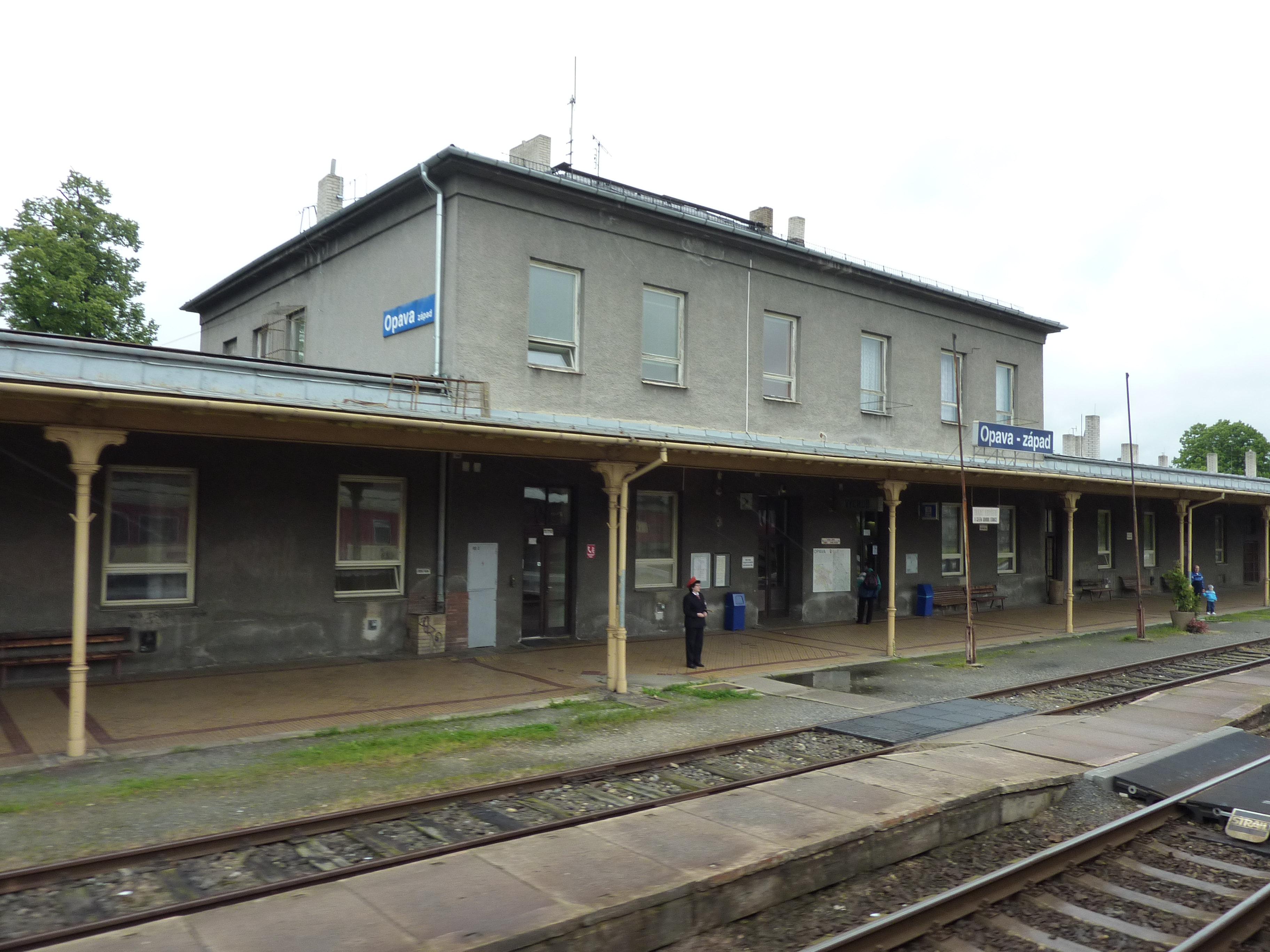
Stacja kolejowa Opava-západ (czerwiec 2010)